# Schloss Großfahner
Das Schloss Großfahner war eine Doppelschlossanlage in der Gemeinde Großfahner im heutigen Landkreis Gotha in Thüringen, die von der zweiten Hälfte des 17. Jahrhunderts bis 1948 bestand.

## Geschichte
1412 bis 1945 waren in Großfahner die Herren  von Seebach ansässig. Im Auftrag von Alexander Thilo von Seebach wurde in der 2. Hälfte des 17. Jahrhunderts eine Schlossanlage an Stelle der in den 1640er Jahren zerstörten Wasserburg Großfahner errichtet. Die Schlossanlage bestand aus zwei Teilbereichen mit jeweils einem eigenen Wirtschaftshof, da jeder der beiden Söhne von Seebachs eines der Schlossteile erben sollte. Entsprechend ihrer Bedachung wurden die Schlösser Schieferschloss und Ziegelschloss genannt. Mit dem Bau der beiden Schlossportale im Jahr 1680 wurden die mit reicher Innenausstattung versehenen Schlösser fertiggestellt.
Die Sowjetische Militäradministration in Deutschland enteignete die Herren von Seebach und verstaatlichte deren Besitz. Auf der Grundlage des SMAD-Befehl Nr. 209 wurden die im Krieg nicht beschädigten, aber ihrer Inneneinrichtung geplünderten Schlösser zum Abbruch freigegeben.
Koordinaten: 51° 3′ 21,5″ N, 10° 49′ 46,7″ O